# Méta de Choc
Méta de Choc est un podcast francophone indépendant d'éducation à la pensée critique appliquée à soi, créé et animé par la documentariste Élisabeth Feytit.

## Historique
Méta de Choc est lancé en février 2019 par Élisabeth Feytit qui a elle-même connu un parcours personnel marqué par différentes croyances religieuse et spirituelle, dont 15 ans d'ésotérisme New Age,,,. Sortie de ces croyances grâce à la découverte de la métacognition, elle veut d'abord créer un web-magazine sur le sujet, puis a l'idée de lancer un podcast pour faire connaître cette démarche de réflexion sur ses propres pensées,.
Le nom du podcast est un jeu de mots entre les termes “métacognition“ et “état de choc“. Il fait référence au choc qu'on peut éprouver quand on prend conscience que ses pensées, ses convictions et ses croyances sont le plus souvent le fruit d'un conditionnement social, psychologique et biologique.

## Description
Le podcast est constitué d’émissions de réflexion sur ce qui motive les jugements, décisions et croyances quotidiennes, à travers le prisme de la métacognition et du scepticisme scientifique,. Il encourage les auditeurs à « se demander pourquoi on pense ce qu’on pense », afin de choisir leurs croyances personnelles de manière éclairée. le but affiché n'est pas de déconvertir les gens ou de leur dire quoi penser, mais d’offrir des outils méthodiques et un cadre pour stimuler l’autoanalyse et la remise en question des modes de pensée propres aux individus,.
Le podcast alterne entre des entretiens d'analyse avec des spécialistes de la cognition humaine (psychologie, philosophie, sociologie, neurosciences, histoire, sciences de l'éducation, sciences biomédicales, etc.) et des recueils de témoignages de personnes sorties de croyances profondes (astrologie, voyance, jéhovisme, spiritualité New Age, néopaganisme, anthroposophie, Communication NonViolente, communauté nouvelle catholique, etc.),.
Méta de Choc diffuse également des interventions publiques d'Élisabeth Feytit, sur des sujets tels que le développement personnel, le coaching, le scepticisme et les pseudosciences. Par exemple, la table-ronde donnée aux Rencontres de l'esprit critique de Toulouse, aux côtés du psychologue et docteur en neurosciences Albert Moukheiber : “Manipulation et développement personnel en entreprise“
Pendant les confinements de 2020, Méta de Choc lance les Chroniques de la spiritualité contemporaine ; des billets sonores dans lesquels Élisabeth Feytit explique les notions phares de l'ésotérisme New Age : Loi de l'attraction, énergies vibratoires, soins énergétiques, médecine quantique, écospiritualité, géobiologie de l'habitat, féminin sacré. Chaque chronique dure 20 minutes en moyenne. En 2023, sort la deuxième saison de ces chroniques. Y sont expliquées les pratiques et croyances suivantes : le néochamanisme, les Enfants indigo, la lithothérapie, la psychogénéalogie et les constellations familiales, la sortie hors du corps et le voyage astral, la méditation.
Le podcast est disponible sur les applications audio et sur YouTube. Il est aussi possible de l'écouter sur son site internet. Il est gratuit et sans publicité,. Les épisodes sortent le vendredi à 18h, heure de Paris.

### Indépendance et modèle économique
Dès ses origines, le podcast est pensé comme un média indépendant, gratuit et financé par son audience, au travers de plateformes participatives comme Tipeee, PayPal ou LiberaPay,. La fondatrice Élisabeth Feytit s'oppose ouvertement à la publicité qu'elle considère comme une pollution antinomique avec sa démarche d'éducation à l'esprit critique. Par ailleurs, elle communique régulièrement sur les montants de dons reçus et l'utilisation qui en est faite.
Les contenus sont non seulement gratuits mais aussi sous Licence Creative Commons CC BY-NC 4.0.

### Sujets
Le podcast mène une action militante d'éducation à la métacognition et au scepticisme :
- Les émissions abordent des sujets variés mais les croyances New Age et les dérives sectaires sont fréquemment expliquées dans un but de prévention[23]. En particulier, plusieurs émissions sont consacrées à l'anthroposophie[24],[25] et l'une d'elles a donné lieu à la parution en 2020 d'un livre coécrit avec le lanceur d'alerte Grégoire Perra[26].
- Les fausses informations véhiculées par Jeanne Siaud-Facchin sur le HPI (haut potentiel intellectuel) sont dénoncées dans la série "Contes et légendes de l'intelligence"[27].
- La promotion de l'Access Bars (pratique surveillée pour dérives sectaires) et la diffusion de discours complotistes par Issâ Padovani, grande figure francophone de la Communication NonViolente, sont dénoncés dans la série "CNV : une communication sans violence ?"[28].
- Il dénonce la diffusion d'informations pseudoscientifiques[29] et le validisme[30] de Natacha Calestrémé, dans la chronique "Psychogénéalogie et constellations familiales".
- La journaliste scientifique Béatrice Kammerer dénonce les fausses informations scientifiques diffusées par Isabelle Filliozat et Catherine Gueguen, au sujet de la parentalité positive dans la série "Éducation positive ? Vraiment ?"[31],[32].

En décembre 2023, Méta de Choc lance le hashtag #MeTooTantra sur les réseaux sociaux en partenariat avec le Groupe d’étude du Phénomène Sectaire (GéPS), afin que « toute personne ayant été victime elle-même ou ayant été témoin d’abus, de manipulation ou de viol dans un cadre se réclamant du Tantra » puisse prendre la parole : « Pour que les victimes qui le souhaitent puissent s’exprimer et constater qu’elles ne sont pas seules. Pour montrer aux abuseurs qu’ils ne peuvent plus agir en toute impunité ». Cette action est menée, à la suite de l’arrestation du gourou tantrique planétaire Gregorian Bivolaru, à Paris fin novembre 2023. Elle est relayée dans la presse,.

## Réception
Le podcast a rapidement rencontré un succès d’audience. Dès 2020, il fait partie des 10% des podcasts les plus écoutés en France. En 2023, il cumule 300 000 écoutes par mois . Début 2024, il comptabilise presque 10 millions d’écoutes depuis sa création.
Plusieurs médias recommandent Méta de Choc dans leur sélection de podcasts, notamment la RTBF, le magazine Elle, NRJ, Le Vif. En 2021, le magazine L'ADN qualifie Méta de Choc de “troublant et salutaire“ et le classe parmi les 5 meilleurs podcasts à écouter . En 2022, il conseille l'écoute de la série “Yoga, super-pouvoirs et secte sexuelle“.
La journaliste Matilde Meslin écrit dans Slate, au sujet de la série “Au pays de Jéhovah“ : « L'interview passionne pour ce qu'elle révèle de cette mouvance aux dérives sectaires qui compte des millions d'adeptes à travers le monde ».
La journaliste Hélène Guinhut écrit dans un article sur l'emprise et les dépendances aux pratiques divinatoires pour le magazine Elle : "Interroger ses propres croyances reste fondamental. C'est ce que fait Élisabeth Feytit dans le podcast « Méta de Choc », dont on ne peut que recommander l'écoute. Dans les épisodes « Voyance : entre lumière et ténèbres » ou « En terres païennes », elle revient en détail sur le parcours d'anciens adeptes de pratiques ésotériques pour comprendre comment ils se sont enfermés dans un dogme… avant  de s'en libérer. La véritable clairvoyance".

## Distinctions
- Lauréat de 4 prix dont le Prix du public du Meilleur podcast de l'année, aux Podcastéo Awards 2021[45].
- Nomination aux OUT d'or 2023 dans la catégorie Révélation numérique, organisés par l'Association des journalistes LGBTI (AJL)[46].

## Ouvrages
Plusieurs ouvrages issu des émissions du podcast ont été publiés dans une collection éponyme :
- Grégoire Perra et Élisabeth Feytit, Une vie en anthroposophie. La face cachée des écoles Steiner-Waldorf, La Route de la Soie, 2020.
- Serge Bret-Morel et Élisabeth Feytit, L'astrologie, ça marche !... Trop. Itinéraire d'un astrologue déchu, La Route de la Soie, 2020.
- Émilie Morand et Élisabeth Feytit, Tous hétéros au boulot ? Jouer et déjouer les normes de genre et de sexualité au travail, La Route de la Soie, 2024.
- Odile Fillod et Élisabeth Feytit, Cerveau et stéréotypes de sexe. Comment faire dire à la biologie ce qu'elle ne dit pas, La Route de la Soie, 2024.